# スーパースイーツ
スーパースイーツは、スイーツを取り扱うウェブマガジンを発行する企業。もしくはそのマガジンの名称。2006年にサイバーエージェントの子会社として設立され、2008年に解散した。

## 概要
2006年にサイバーエージェントの子会社として創業。出資金の7割はサイバーエージェントが出資したが、残りの3割は個人出資によってまかなわれた。一流料理人や有名パティシエが作る限定の菓子をはじめ、スーパースイーツの厳選するこだわりの菓子をウェブサイトで販売したり、おちまさとがエグゼクティブプロデューサーを務め、料理ジャーナリストの並木麻輝子が情報の監修を行ったこともある。
菓子の魅力をより多くの人に広めるため、数字の読み方の語呂あわせから3月12日を「スイーツの日」と制定し、日本記念日協会に認定された。
2007年9月期の業績は売上高1300万円、営業損益マイナス5200万円の赤字となり、黒字化の見通しが立たず、サイバーエージェントが事業から撤退。2008年5月に、サイバーエージェントは株式会社スーパースイーツの解散を発表した。
同年8月、辻口博啓率いるエコールアッシュ社に営業資産・サイトのドメインを譲渡して清算。その後、エコールアッシュが株式会社スーパースイーツに社名変更。現在はサイバーエージェントとの資本関係はない。